# Сен-ле-Нобль (кантон)
Сен-ле-Нобль (фр. Sin-le-Noble) — кантон во Франции, находится в регионе О-де-Франс, департамент Нор. Входит в состав округа Дуэ.

## История
Кантон образован в результате реформы 2015 года путём слияния упраздненного кантона Маршьенн и отдельных коммун кантона Дуэ-Нор.

## Состав кантона
В состав кантона входят коммуны (население по данным Национального института статистики за 2017 г.):
- Брюй-ле-Маршьенн (1 345 чел.)
- Вазье (7 452 чел.)
- Вандиньи-Амаж (1 302 чел.)
- Варлен (579 чел.)
- Вре (1 375 чел.)
- Лаллен (6 231 чел.)
- Маршьен (4 590 чел.)
- Орнен (3 553 чел.)
- Пеканкур (6 011 чел.)
- Рьеле (1 327 чел.)
- Сен-ле-Нобль (15 682 чел.)
- Сомен (12 151 чел.)
- Тийуа-ле-Маршьен (518 чел.)
- Фенен (5 385 чел.)
- Эрр (1 592 чел.)

## Политика
На президентских выборах 2022 г. жители кантона отдали в 1-м туре Марин Ле Пен 40,4 % голосов против 21,2 % у Жана-Люка Меланшона и 18,2 % у Эмманюэля Макрона; во 2-м туре в кантоне победила Ле Пен, получившая 63,0 % голосов. (2017 год. 1 тур: Марин Ле Пен – 37,6 %,  Жан-Люк Меланшон – 26,2 %, Эмманюэль Макрон – 14,5 %, Франсуа Фийон – 9,1 %; 2 тур: Ле Пен – 56,7 %. 2012 год. 1 тур: Франсуа Олланд — 30,0 %, Марин Ле Пен — 25,5 %, Николя Саркози — 15,7 %; 2 тур: Олланд — 64,0 %).
С 2015 года кантон в Совете департамента Нор представляют бывший член совет города Сен-ле-Нобль Жозьян Бриду (Josyane Bridoux) (Разные левые) и мэр города Орнен Фредерик Деланнуа (Frédéric Delannoy) (Социалистическая партия).
|                | Кандидаты                        | Партия                   | Первый тур | Первый тур     | Второй тур | Второй тур |
| Кол-во голосов | Кандидаты                        | Партия                   | % голосов  | Кол-во голосов | % голосов  |            |
| -------------- | -------------------------------- | ------------------------ | ---------- | -------------- | ---------- | ---------- |
|                | Жозьян Бриду Фредерик Деланнуа   | Левый блок               | 4 201      | 30,02          | 8 071      | 59,08      |
|                | Анн-Софи Леклерк Матьё Маршьо    | Национальное объединение | 4 249      | 30,36          | 5 590      | 40,92      |
|                | Колин Крей Кристоф Дюмон         | Правоцентристкий блок    | 3 567      | 25,49          |            |            |
|                | Доминик Бен Клодин Парнецки-Леке | Коммунистическая партия  | 1 324      | 9,46           |            |            |
|                | Рафаэль Брис Бетти Ковен         | Непокорённая Франция     | 654        | 4,67           |            |            |

|                | Кандидаты                           | Партия                   | Первый тур | Первый тур     | Второй тур | Второй тур |
| Кол-во голосов | Кандидаты                           | Партия                   | % голосов  | Кол-во голосов | % голосов  |            |
| -------------- | ----------------------------------- | ------------------------ | ---------- | -------------- | ---------- | ---------- |
|                | Жозьян Бриду Фредерик Деланнуа      | Социалистическая партия; | 5 321      | 24,99          | 10 540     | 51,53      |
|                | Брюно Возински Люси Дебланжи        | Национальный фронт       | 8 115      | 38,11          | 9 913      | 48,47      |
|                | Мишель Бланке Ален Брюнель          | Коммунистическая партия  | 4 700      | 22,07          |            |            |
|                | Самюэль Ванликтервельд Жослин Шарле | Правый блок              | 3 157      | 14,83          |            |            |